# Април
Април е името на четвъртия месец според Григорианския календар и има 30 дни.

## Етимология
Думата идва от латинското Aprilis (aprio означава отварям – пролетта се „отваря“). Старото славянско име на този месец е билo  т.е. брезов, понеже през този месец се разлистват брезите.
В ирландския календар този месец се казва Aibreán и е третият и последен пролетен месец.
Прабългарите наричали този месец Твирем.

## Празници
Вторият вторник на април всяка година -  Европейски ден на равноправното заплащане, обявен от BPW (Business and Professional Women) Европа 

## Любопитно
- Април е първият месец с 30 дни.
- Денят на хумора и шегата е на 1 април.
- Великден се пада в неделя между 4 април и 8 май включително.
- Април започва на същия ден от седмицата, на който започва и месец юли, както и на същия ден, на който започва януари през високосна година.